# サントメ・プリンシペの音楽
この項目では、サントメ・プリンシペの音楽（Music of São Tomé and Príncipe）について説明する。

## 解説
サントメ・プリンシペは、アフリカ沖の島国である。文化的には人々はアフリカ人であるが、ポルトガルの島々の統治者の影響を強く受けている。
サントメアンはウースアとソコペのリズムで知られているが、プリンシペはデクサ・ビートの本拠地である。ポルトガルの社交ダンスは、これらのリズムとそれに関連するダンスの発展に不可欠な役割を果たした可能性がある。
チロリは、ドラマチックなストーリーを語るミュージカル・ダンス・パフォーマンスである。ダンソコンゴも同様に、音楽、ダンス、演劇の組み合わせである。

## ポピュラー音楽
サントメ・プリンシペのポピュラー音楽のゴッドファーザーは、 キンテロ・アグラーによって1959年に設立されたバンドレオニノスであった。このグループは、サントメ・プリンシペの人々のスポークスマンとしてよく知られており、文化の擁護者であった。レオニノスは、ポルトガルの植民地主義者を批判した「ンガンドゥ」をリリースした後、ポルトガルのラジオ局から禁止された。
レオニノスは1965年に解散したが、その後にレオネル・アグイアが率いるオス・アンチューズが続き、アメリカ、アルゼンチン、コンゴ、キューバの音楽の影響を加え、エレクトリック・ギターやその他の技術革新を導入した。キバンザスやアフリカ・ネグラなどのバンドとして、島のポピュラー音楽は多様化し始めた。これらのグループの中には、サントメのリズムとアンゴラのスタイルであるレビタを融合させてプクサを形成したミンデロがいた。
20世紀後半には、ザルコやマンジェレグアなどのソングライターが国内で聴衆を獲得し、カミロ・ドミンゴス、ジュカ、フィリペ・サント、アソレアーノ、ガパなどのサントメ・ポルトガルのミュージシャンがリスボンを拠点とする音楽シーンを確立した。
同様の手順を踏む他の21世紀の歌手は、フラヴィア、 ブルーナ・リー、マリッシャー、 カレマである。

### キゾンバ
アンゴラのポップミュージックはキゾンバと呼ばれ、ズーク音楽から生まれた。キゾンバは、英語とポルトガル語の両方で歌っている。多数のアーティストをサポートしている。